# Ctenotus borealis
Ctenotus borealis là một loài thằn lằn trong họ Scincidae. Loài này được Horner & King mô tả khoa học đầu tiên năm 1985.